# Euryproctus depressus
Euryproctus depressus är en stekelart som först beskrevs av Léon Abel Provancher 1875.  Euryproctus depressus ingår i släktet Euryproctus och familjen brokparasitsteklar. Inga underarter finns listade i Catalogue of Life.